# بين هيدلي
بين هيدلي (بالإنجليزية: Ben Hedley)‏ هو لاعب كرة قدم بريطاني في مركز الوسط، ولد في 18 أكتوبر 1998 في غيتسهيد في المملكة المتحدة. لعب مع نادي ويتون ألبيون.